# Ну что, влюбился?
«Ну что, влюбился?» (Kyun! Ho Gaya Na… (хинди)) — индийский романтический фильм на хинди 2004 года режиссёра Самира Карника, главные роли в котором исполнили Вивек Оберой и Айшвария Рай. Это также был первый фильм Каджал Агарвал, позднее ставшей одной из ведущих актрис южно-индийского кино, которая сыграла небольшую роль подруги Айшварии Рай.

## Сюжет
Дия (Айшвария Рай) является интеллектуальной студенткой университета, которая не согласна с устроенным родителями браком. Большую часть своего времени она проводит в детском доме в Кодагу, помогая своему «дяде» (Амитабх Баччан) с детьми, живущих там. История начинается, когда Дия едет в Мумбаи, чтобы сдавать экзамены. Там она знакомится с Арджуной (Вивек Оберой), беззаботным сыном друга отца Дии. Его взгляды на любовь полностью противоположны её. Но они начинают проводить время друг с другом и вскоре влюбляются. В отличие от Дии, Арджун не понимает, что влюблён. Однажды на выходных Арджун приезжает в детский дом и там осознает свои истинные чувства к Дие. А девушка, тем временем, планирует выйти замуж за своего друга детства (Сунил Шетти). К счастью, это оказался всего лишь план «дяди»…

## Роли
- Айшвария Рай Баччан — Дия Малхотра
- Вивек Оберой — Арджун Кханна
- Амитабх Баччан — «дядя» Дии
- Сунил Шетти — Ишаан, жених Дии
- Ом Пури — мистер Кханна
- Рати Агнихотри — Сулочана Кханна
- Тинну Ананд — Малхотра
- Гурав Гера — Винай
- Рахул Сингх — Банна / Ранвир Сингх
- Ажит Ахуджа — Ману
- Дия Мирза — Прити
- Каджал Агарвал и Дженнифер Уингет — подруги Дии

## Съёмочная группа
- Режиссёр — Самир Карник[англ.]
- Продюсер — Бони Капур[англ.]
- Сценарий — Самир Карник, Вивек Оберой и Раджеш Сони
- Музыка — Шанкар–Эхсан–Лой[англ.]
- Оператор — Садип Чаттерджи
- Редактор — Санджиб Датта

## Саундтрек
| Оценки критиков   | Оценки критиков |
| Источник          | Оценка          |
| ----------------- | --------------- |
| Bollywood Hungama | [ 1 ]           |
| Rediff.com        | [ 2 ]           |
| Planet Bollywood  | [ 3 ]           |

Студийный альбом с записью песен к кинофильму был выпущен ещё до премьеры картины.
Все тексты написаны Джаведом Ахтаром, вся музыка написана трио композиторов Шанкар–Эхсан–Лой.
| №  | Название                     | Artist(s)                                                              | Длительность |
| -- | ---------------------------- | ---------------------------------------------------------------------- | ------------ |
| 1. | «Pyar Mein Sau Uljhanne Hai» | Шанкар Махадеван, Махалакшми Айер, Снеха Пант, Виджай Пракаш           | 5:29         |
| 2. | «No No!»                     | Четан Шашитал, Доминик Сережо, Кунал Ганджавала, Лой, Шанкар Махадеван | 4:03         |
| 3. | «Aao Na»                     | Шанкар Махадеван, Садхана Саргам, Удит Нараян                          | 6:33         |
| 4. | «Main Hoon»                  | Шаан, Сунидхи Чаухан                                                   | 5:13         |
| 5. | «Baat Samjha Karo»           | Шанкар Махадеван, Джавед Али, Четан Шашитал                            | 6:00         |
| 6. | «Dheere Dheere»              | Шанкар Махадеван                                                       | 5:37         |

## Критика
Кинокритик Таран Адарш с сайта Bollywood Hungama оценил фильм на 1,5 звезды из 5.
Гохер Икбал Панн из BBC заметил, что «даже впечатляющему звездному составу и широко рекламной кампании не удалось укрепить итоговую ценность фильма».
Анупама Чопра из India Today добавила: «убедительные характеры, игристые моменты, эмоциональная глубина и химия, которая заставляет ваше сердце болеть. В своем дебютном фильме, Самир Карник изо всех сил старается создать это, но, к сожалению, не дотягивает».
Сита Менон с сайта Rediff.com назвала фильм рекламой красивых товаров для дома".